# Dahira jitkae
Dahira jitkae là một loài bướm đêm thuộc họ Sphingidae. Loài này có ở Tứ Xuyên ở Trung Quốc, có ở around 1,300 mét altitude.
Sải cánh khoảng 50 mm. Nó rất giống loài Dahira niphaphylla, but with markedly different male genitalia.